# Аньлу
Аньлу́ (кит. упр. 安陆, пиньинь Ānlù) — городской уезд городского округа Сяогань провинции Хубэй (КНР).

## История
Уезд Аньлу (安陆县) был образован ещё во времена самой первой империи на китайских землях — империи Цинь.
В 1949 году был образован Специальный район Сяогань (孝感专区), и уезд вошёл в его состав. В 1959 году Специальный район Сяогань был расформирован, и входившие в его состав административные единицы перешли под управление властей Уханя, но в 1961 году Специальный район Сяогань был воссоздан.
В 1970 году Специальный район Сяогань был переименован в Округ Сяогань (孝感地区).
В 1987 году уезд Аньлу был преобразован в городской уезд.
Постановлением Госсовета КНР от 10 апреля 1993 года округ Сяогань был преобразован в городской округ.

## Административное деление
Городской уезд делится на 2 уличных комитета, 9 посёлков и 4 волости.